# Campeonato de fútbol de San Bartolomé
El Campeonato de San Bartolomé es una liga con una relación con San Martín de San Bartolomé.

## Campeones[1]
- 2003-04 : FC Gustavia
- 2004-05 : FC Amicale
- 2005-06 : FC Amicale
- 2006-07 : FC Amicale
- 2007-08 : ASPSB
- 2008-09 : ASPSB
- 2009-10 : ASPSB
- 2010-11 : ASPSB
- 2011-12 : FC Amicale
- 2012-13 : Ouanalao FC
- 2013-14 : Ouanalao FC
- 2014-15 : AS Gustavia
- 2015-16 : AS Gustavia
- 2016-17 : ASPSB
- 2017-18 : Arawak FC
- 2018-19 : ASPSB
- 2019-20 : No disputado
- 2020-21 : Team FWI
- 2021-22 : Team FWI

## Títulos por club
| Club        | Títulos | Años campeón                       |
| ----------- | ------- | ---------------------------------- |
| ASPSB       | 6       | 2008, 2009, 2010, 2011, 2017, 2019 |
| FC Amicale  | 4       | 2005, 2006, 2007, 2012             |
| FC Gustavia | 3       | 2004, 2015, 2016                   |
| Ouanalao FC | 2       | 2013, 2014                         |
| Arawak FC   | 2       | 2018, 2020                         |
| Team FWI    | 2       | 2021, 2022                         |